# Psilocybe acutipilea
Psilocybe acutipilea es una especie de hongo de la familia Hymenogastraceae. Fue descubierto en octubre de 1881 en Apiahy, estado de Sao Paulo, Brasil por Carlos Spegazzini, quien lo describió como una nueva especie en 1889. Gastón Guzmán lo transfirió a Psilocybe en 1978, pero Ramírez-Cruz lo consideró un posible sinónimo de Psilocybe mexicana, pero el espécimen era demasiado mohoso para que estuvieran seguros.